# Lenguas de Cenderawasih suroriental
Las lenguas de Cenderawasih suroriental son un grupo de lenguas austronesias habladas en Nueva Guinea Occidental (Iran Jaya), más específicamente a lo largo de la línea de costa de la bahía de Cenderawasih en las provincias indonesias de Papúa Occidental y Papúa. Constituyen uno de los tres grupos que forman las lenguas austronesias de Cenderawasih.
Las lenguas de este subgrupo son:
Yaur, Iresim, Yeretuar

## Comparación léxica
Los numerales en diferentes lenguas de Cenderawasih suroriental son:
| GLOSA | Yaur      | Iresim     | Yeretuar | PROTO- YÁURICO |
| ----- | --------- | ---------- | -------- | -------------- |
| 1     | rebe      | kéete      | kotem    | *ke-tem        |
| 2     | redu      | rúuhi      | edih     | *-ru(?)        |
| 3     | rau       | kóorihe    | etro     |                |
| 4     | ria       | áakà       | eat, iat | *r-iat         |
| 5     | βrajarie  | ríìma      | matehi   | *rima          |
| 6     | 5+1       | 5+1        | 5+1      |                |
| 7     | 5+2       | 5+2        | 5+2      |                |
| 8     | 5+3       | 5+3        | 5+3      |                |
| 9     | 5+4       | 5+4        | 5+4      |                |
| 10    | eʔraʔeʔre | bàkí rúuhi | maβtedih |                |